# Susi Sánchez
Pour les articles homonymes, voir Sánchez.
Susi Sánchez, née Asunción Sánchez le 21 mars 1955 à Valence, est une actrice espagnole. Elle est connue pour son rôle d'Anabel dans La Maladie du dimanche de Ramón Salazar qui lui permet d'obtenir le Prix Goya de la meilleure actrice en 2019 et pour celui de Begoña dans Lullaby qui est récompensé par le Prix Goya de la meilleure actrice dans un second rôle en 2023.

## Biographie
Susi Sánchez a notamment suivi des cours d'interprétation à Madrid à la RESAD (Real Escuela Superior de Arte Dramático) et l'école du metteur en scène argentin Juan Carlos Corazza.
Elle est peut-être avant tout connue comme comédienne de théâtre, lauréate d'un Prix Max et de deux prix de l'Unión de Actores y Actrices pour ses rôles dans Cara de plata de Ramón María del Valle-Inclán en 2005 et When the Rain Stops Falling d'Andrew Bovell en 2015.
Au cinéma, elle a joué des seconds rôles pour de fameux réalisateurs, espagnols tels Vicente Aranda ou Pedro Almodóvar avec chacun desquels elle a travaillé trois fois, ou étrangers tels l'Italien Gabriele Salvatores et la Péruvienne Claudia Llosa. Son rôle de mère dans 10.000 noches en ninguna parte de Ramón Salazar en 2013 lui a valu le prix de la meilleure actrice de l'Unión de Actores y Actrices et une nomination au Goya de la meilleure actrice dans un second rôle.
Elle a également joué dans de nombreuses séries télévisées, son rôle de Louise de Savoie dans Carlos, rey emperador lui valant ainsi un nouveau prix de l'Unión de Actores y Actrices.

## Vie privée
Susi Sánchez, lesbienne revendiquée, partage sa vie avec l’actrice Consuelo Trujillo.

## Filmographie sélective
- 2001 : Juana la Loca de Vicente Aranda : Isabelle la Catholique
- 2002 : Piedras de Ramón Salazar : la gérante
- 2002 : La vida de nadie d'Eduard Cortés : la directrice du collège
- 2003 : L'Été où j'ai grandi (Io non ho paura) de Gabriele Salvatores : la mère de Filippo
- 2003 : La vida mancha d'Enrique Urbizu : la directrice de l'INEM
- 2009 : Fausta de Claudia Llosa : Aída
- 2011 : La piel que habito de Pedro Almodóvar : la mère de Vicente
- 2011 : La voz dormida de Benito Zambrano : Sœur Serafines
- 2013 : Les Amants passagers (Los amantes pasajeros) de Pedro Almodóvar : la mère d'Alba
- 2013 : 10.000 noches en ninguna parte de Ramón Salazar : la mère
- 2015 : Truman de Cesc Gay : Femme adoption
- 2016 : Julieta de Pedro Almodóvar - Sara, la mère de Julieta
- 2017 : The Invisible Guardian (El guardián invisible) de Fernando González Molina : Rosario
- 2018 : La Maladie du dimanche (La enfermedad del domingo) de Ramón Salazar : Anabel
- 2019 : Douleur et Gloire (Dolor y gloria) de Pedro Almodóvar : Beata
- 2024 : Reinas de Klaudia Reynicke :

## Distinctions
- Festival du film espagnol Cinespaña de Toulouse 2018 : Prix d'interprétation féminine pour La enfermedad del domingo[3].
- Goyas 2019 : Meilleure actrice pour La enfermedad del domingo[4],[5].
- Biznaga d'argent 2022 : Biznaga d'argent de la meilleure interprétation féminine pour Cinco lobitos
- Goyas 2023 : Meilleure actrice dans un second rôle pour Cinco lobitos

## Voix françaises
En France
| - Anne Plumet dans : - La piel que habito - Les Amants passagers - Douleur et Gloire - Rosalia Cuevas dans : - Le Gardien invisible - De chair et d'os - Une offrande à la tempête | Et aussi - Marion Posta dans Ange ou Démon (série télévisée) - Frédérique Cantrel dans Julieta - Sylvie Genty dans La Maladie du dimanche - Josiane Pinson dans Trois Noëls (es) (mini-série) - Véronique Augereau dans Innocent (mini-série) |